# بولارون

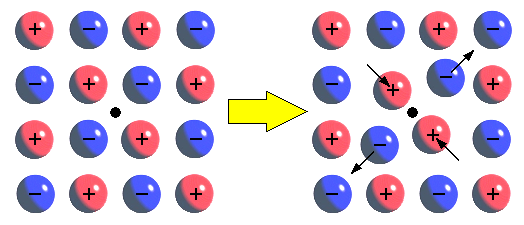
بولارون

بولارون (بالإنجليزية: polaron )‏ ، شبه جسيم يستخدم أساسا في فيزياء المواد المكثفة من أجل فهم التفاعلات بين الإلكترونات والذرات في مادة صلبة، تم اقتراح مفهوم بولارون لأول مرة من قبل ليف لانداو في عام 1933 لوصف إلكترون يتحرك في بلورة عازلة حيث تتحرك الذرات من حالة التوازن لتقوم بفعالية بفحص شحنة الإلكترون، والمعروفة باسم سحابة فونون. وهذا يقلل من حركة الإلكترون ويزيد من كتلة الإلكترون الفعالة.
وقد تم توسيع المفهوم العام للبولارون ليصف التفاعلات الأخرى في المعادن بين الإلكترونات والأيونات التي تؤدي إلى حالة مقيدة، أو انخفاض في الطاقة مقارنة مع نظام غير المتفاعل. و ما زال هذا مجال بحث نشط لإيجاد حلول رقمية دقيقة لحالة إلكترون واحد أو إثنين في شبكة بلورية كبيرة، ودراسة حالة العديد من الإلكترونات المتفاعلة، ومن الناحية التجريبية يعتبر البولارون مهما لفهم مجموعة واسعة من المواد، يمكن تقليل حركة الإلكترون في أشباه الموصلات بشكل كبير حين يتكون البولارون، ولا ينبغي الخلط بين بولارون، مع بولاريتون لتشابه الأسماء .